# Mikkel Thomsager
Mikkel Thomsager er en dansk journalist, der er chefredaktør på Bil Magasinet.
Han var med til at starte Bil Magasinet, som udkom første gang i oktober 1991. Bil Magasinet var det første blad fra Forlaget Benjamin, som udgiver en række livsstilsmagasiner. 
Mikkel Thomsager startede sin journalistiske karriere på Bornholms Tidende i 1984. I 1989 kom han til autobranchens uafhængige fagblad Motor-magasinet. Indehaveren af dette overtog i 1991 Bilmarkedet, med ambition om at udgive et detailsidestykke til Motor-magasinet. Det skete i oktober 1991, og Mikkel Thomsager fungerede som motorjournalist på Bil Magasinet fra første nummer. I 1999 blev han chefredaktør. 
Sideløbende med arbejdet på Bil Magasinet har Mikkel Thomsager medvirket i diverse tv-programmer som bilanmelder og bilekspert. Først Trafikmagasinet Køreklar fra Danmarks Radio 1996/97, i 2000 Gearbox på TV 2, og i 2007 Bilmagasinet på TV 2 NEWS. Han har også medvirket som bilekspert i GO' Morgen Danmark på TV 2.